# 白勉峡乡
白勉峡乡是中国陕西省汉中市西乡县下辖的一个乡。

## 行政区划
白勉峡乡下辖以下行政区：
铧炉村、五间房村、树林坪村、瓦溪沟村、柳坝村、十字路村、三岔河村、黄泥池村